# María del Carmen Morales
María del Carmen Morales (1982- Tlajomulco, 24 de abril de 2025),  fue una activista mexicana, madre buscadora perteneciente al colectivo Guerreros Buscadores de Jalisco, asesinada junto con su hijo Daniel mientras buscaba a su otro hijo, Ernesto Julián, víctima de desaparición forzada.

## Activismo
María del Carmen buscaba a su hijo Ernesto Julián Ramírez Morales, quien había desaparecido el 24 de febrero de 2024 a la edad de 19 años en Tlajomulco, Jalisco, por lo que había realizado una denuncia el 1° de marzo del mismo año.
Al iniciar la búsqueda de su hijo con el colectivo, María del Carmen recibió amenazas de muerte, sin embargo, hizo caso omiso a estas advertencias y continuó participando y organizando búsquedas con el colectivo Guerreros Buscadores de Jalisco, no fue sino hasta que recibió una segunda amenaza que decidió dejar de participar en las búsquedas.
Semanas previas al asesinato de María del Carmen, el colectivo Guerreos Buscadores de Jalisco, del que formaba parte, cobró relevancia después de exponer un campo de reclutamiento en Teuchitlán, Jalisco que era operado por el Cártel Jalisco Nueva Generación (CJNG), a partir de lo cual, la presidenta Claudia Sheinbaum pardo ordenó que se realizaran reuniones entre colectivos de personas buscadoras y la Secretaría de Gobernación para atender tanto las exigencias de dichos grupos como escuchar sus propuestas en camino a decretar leyes contra la desparición forzada que serían presentadas al Congreso.

## Asesinato
Entre la media noche del 23 de abril y la madrugada del 24, María del Carmen Morales se encontraba en el fraccionamiento Las Villas, en el poblado de Santa Cruz del Valle en Tlajomuclo de Zúñiga en compañía de su hijo Jaime Daniel Ramírez Morales acarreando agua, cuando entre dos y tres hombres encapuchados llegaron en motocicleta con placas de Michoacán a provocar agresiones contra María del Carmen, quien al tratar de defender a su hijo resultó herida, por lo que ambos fallecieron.

Después de su asesinato, el colectivo Guerreros Buscadores de Jalisco exigió una investigación inmediata y exhaustiva para el esclarecimiento de los hechos con el objetivo de detener a los responsables:
No más violencia ni impunidad en el estado de Jalisco. Es hora de que las autoridades tomen medidas efectivas para proteger a los ciudadanos y garantizar la justicia.
De igual manera, el colectivo mandó un mensaje directo a la presidenta Claudia Sheinbaum Pardo para la protección de las personas buscadoras: 
Pedimos a la Presidenta que ejerza presión sobre el estado de Jalisco para que se tomen medidas concretas para prevenir la violencia y garantizar la justicia para las víctimas y sus familias.
Las autoridades descartaron que su asesinato estuviera vinculado con el activismo que realizaba como madre buscadora, sin embargo, indicaron a través de un comunicado que redoblarían esfuerzos para la identificación de los agresores involucrados.
El asesinato de María del Carmen y de su hijo se suman a los 28 casos de asesinato de personas buscadoras en territorio mexicano entre el 2010 y abril de 2025.

## Legado
Tras el asesinato de María del Carmen, el Comité de Derechos Humanos de Nuevo Laredo suspendió tanto las actividades de búsqueda de campo como las reuiones con el gobierno federal, ya que lo consideraron como un mensaje de represalia para otros colectivos del país que no cuentan con protección en cuanto a su seguridad personal por parte del Gobierno Federal y sus gobiernos estatales.

La Secretaría de Gobernación, Rosa Icela Rodríguez condenó el asesinato y mandó sus condolencias, así fue que durante una mesa de diálogo sobre la agenda de desaparición y búsqueda de personas con colectivos de buscadores, pidió a los asistentes ponerse de pie y guardar un minuto de silencio en su honor. En esa misma reunión, Mari Isabel Cruz Bernal, integrante de Sabuesos Guerreras, A. C. comentó al respecto: 
Compañeras, la promesa de todas las madres buscadoras es, en la búsqueda de las que van cayendo, seguir buscando a sus hijos, ¡hasta encontrarles! ¡Hasta encontrarles!
Por su parte, el gobernador de Jalisco, Pablo Lemus Navarro, envió sus condolencias en una publicación que compartió a través de las redes sociales: 
Lamento mucho la muerte de María del Carmen Morales y de su hijo Jaime Daniel. Ofrezco mi más sentido pésame a sus seres queridos. Quiero reiterarle al colectivo de Guerreros Buscadores de Jalisco, y a todos los colectivos, que cuentan con el apoyo y respaldo del Gobierno de Jalisco. Estamos trabajando entre los tres órdenes de gobierno para dar con los responsables. No permitiremos que exista impunidad.
Incluso la Presidenta Claudis Sheinbaum Pardo dirigió algunas palabras por el asesinato de María del Carmen: 
Primero es muy lamentable, nuestra solidaridad a todos los familiares de personas desaparecidas y en particular este trágico acontecimiento. Está hablando la subsecretaría de Derechos Humanos con la familia para poder apoyarles en todo lo que requieran y tiene que investigarse a fondo, a fondo. No puede haber en un día ‘no, no tuvo nada qué ver con su labor’, que se investigue a fondo.
Días después del asesinato la Fiscalía General del Estado de Jalisco confirmó que había detenido a dos presuntos implicados en el asesinato de María del Carmen y su hijo, por lo que Juan Manuel "N" (27 años) y José Luis "N" (24 años), ubicados en Tlajomulco de Zúñiga fueron presentados como implicados, por lo que se presentaron órdenes de aprehensión en su contra, además de que se sospecha de su vínculo con al menos otros 10 homicidios.